# Chiesa dei Santi Bernardo e Antonio Abate
La chiesa dei Santi Bernardo e Antonio Abate è un edificio religioso tardomedievale che si trova a Grono, in frazione Leggia.

## Storia
La prima menzione dell'edificio risale al 1419, ma la consacrazione dell'attuale chiesa fu documentata nel 1513, al termine di alcuni lavori di ristrutturazione. Nel corso dei secoli la chiesa subì ulteriori modifiche: nel 1610 al corpo principale fu aggiunta la sagrestia, mentre nel 1686 fu realizzata la volta a crociera del coro e della navata. 
La chiesa subì due restauri nel XIX e nel XX secolo: durante il primo intervento furono recuperati gli stucchi sulla parete della navata, mentre nella seconda occasione, fra il 1972 e il 1975, i lavori interessarono l'interezza dell'edificio.

## Descrizione

### Esterni
La chiesa, dotata di abside, è preceduta da un protiro la cui copertura è a crociera. Sull'abside si innalza un campanile del Basso Medioevo, scandito da lesene e archi ciechi che riecheggiano lo stile romanico ma sovrastato da una cella campanaria e da una lanterna barocche.

### Interno
La chiesa ha pianta longitudinale e sull'unica navata, conclusa da un coro rettangolare, si aprono quattro cappelle. Sulla navata, in stile barocco, affacciano alcuni altari in stucco, incorniciati da colonne e dotati di frontone ad arco ribassato. Ciascuno degli altari, realizzati fra il 1680 e il 1685, ospita una pala dello stesso periodo. Su quello maggiore, inoltre, si trova un quadro che raffigura la Madonna con San Bernardo di Chiaravalle e Sant'Antonio Abate.
Sulla volta del coro, preceduto da paraste sulle quali rimangono tracce di un dipinto del XVI secolo, alcuni stucchi in stile barocco risalenti al 1686 ospitano i medaglioni su cui Francesco Antonio Giorgioli dipinse negli stessi anni le figure degli Evangelisti. Di Giorgioli sono anche alcune grisaglie e gli affreschi recuperati durante il restauro ottocentesco degli stucchi.
Degno di nota, infine, il coperchio del fonte battesimale: realizzato in legno nel tardo Seicento, è di forma ottagonale. 